# Toni, männlich, Hebamme – Gestohlene Träume
Gestohlene Träume ist ein deutscher Fernsehfilm von Sibylle Tafel aus dem Jahr 2021. Es handelt sich um die sechste Episode der ARD-Reihe Toni, männlich, Hebamme mit Leo Reisinger als Münchner Hebamme Toni in der Hauptrolle. Die deutsche Erstausstrahlung erfolgte am 22. Oktober 2021 auf dem ARD-Sendeplatz Endlich Freitag im Ersten.

## Handlung
Luise hat ein Problem mit der neuen Praxisgehilfin Jella, die Toni eingestellt hat. Sie spielt in der Band von Franzl und braucht nebenher noch einen Job. Aber sie macht – so sieht es zumindest Luise – ihre Arbeit nicht wie sie sollte. Am Abend nach dem Konzert lädt der Produzent Oscar Olsen die ganze Band zu sich nach Hause ein. Er bietet ihnen einen Deal an, sie zu produzieren. Während die anderen mit seiner Frau Katja feiern, zeigt Oscar Jella sein Studio. Einige Zeit später muss Toni aufs Klo und trifft Oscar auf dem Flur. Er fragt ihn, ob er Jella gesehen habe, Oscar behauptet, sie sei schon gegangen. Doch kurz darauf kommt sie aus dem Klo und erschrickt sich, als sie Toni sieht.
Evi macht am nächsten Morgen Schluss mit Franzl, weil sie sich überfordert fühlt. Luise sucht einen Krippenplatz für ihre Tochter, aber sie ist nicht die einzige Bewerberin. Als Alleinerziehende scheint sie aber schlechte Karten zu haben. Toni hat eine Affäre mit seiner Ex-Frau Hanna angefangen und trifft sich mit ihr in einem Hotel zu einem Schäferstündchen. Nachdem Jella wieder einen Fehler gemacht hat, spricht Toni mit ihr. Sie gesteht ihm, dass sie am letzten Abend von Oscar im Studio vergewaltigt wurde. Toni will, dass sie ihn anzeigt, sie hat aber Skrupel, weil es keine Zeugen gibt. Zudem will sie der Band nicht die Chance für eine Karriere aufs Spiel setzen.
Luise bittet Toni, sie zum Bewerbungsgespräch in die Kita zu begleiten, denn sie hat ihn als Vater ausgegeben, um ihre Chancen zu erhöhen. Dank der Flunkerei erhält sie den Platz, musste aber versprechen, bei der Renovierung zu helfen, was Toni gar nicht passt. Da Katja schwanger ist und Toni sie als Hebamme betreut, ist auch Oscar während eines Termins in der Praxis. Er schleicht sich zu Jella und will sie zum Essen einladen. Sie lehnt aber ab. Weil Katja den Stil der Band verändern will, kommt es während der Probe zu einem Disput zwischen Jella und Franzl, nachdem Toni angemerkt hat, dass das nicht mehr die Band ist, wie er sie kannte und mochte. Das Vorspielen vor dem Labelchef wird zum vollen Erfolg, obwohl Katja und Oscar mit den Änderungen nicht einverstanden sind.
Jella feiert danach den Erfolg zusammen mit ihrem Freund Enzo bei einem Picknick. Zu Hause stellt sie bei einem Test fest, dass sie schwanger ist. Nachdem sich Luise und Toni beim Streichen in der Kita nähergekommen sind und sich geküsst haben, will sie wissen, wohin er über Mittag immer verschwindet, und verfolgt ihn auf dem Fahrrad. Toni erzählt Hanna davon, dass Luise ihn geküsst hat, sie stört sich ziemlich daran. Jella geht zu Luise und erzählt ihr, dass sie schwanger ist, das Kind aber nicht will. Sie bittet Luise, Toni nichts davon zu sagen. Toni sieht aber zufällig ihre Patientenakte und macht Luise deshalb Vorwürfe. Unter Zugzwang erzählt Toni Luise von der Vergewaltigung. Enzo hat zufällig auch von der Schwangerschaft erfahren und überrascht Jella mit einem Geschenk für das Baby. Er macht ihr einen Heiratsantrag, den sie annimmt.
Jella kündigt ihren Job in der Praxis, weil sie sich voll auf ihre Musikkarriere konzentrieren will. Als Luise ihre Tochter aus der Kita abholt, taucht Hanna in der Praxis auf und will ein Rollenspiel mit Toni machen. Da Luise etwas vergessen hat, kehrt sie zurück und erwischt die beiden. Toni spielt es hinunter, Hanna ist deshalb wütend und Luise läuft enttäuscht davon. Er erzählt Franzl davon, der hat kein Mitleid mit ihm, weil er sich immer von den Frauen ausnutzen lässt. Nachdem Enzo Jella zu Hause erschreckt hat und sie total überreagiert, erzählt sie ihm, dass Olsen sie vergewaltigt hat. Enzo rennt wütend davon und schließt sie in der Wohnung ein. Weil sie Schlimmes befürchtet, ruft sie Toni an. Enzo stellt Oscar zur Rede, er stellt es als einvernehmlichen Sex dar. Toni kommt dazu, auch ihm erzählt Oscar die gleiche Geschichte. Katja bekommt alles mit. Da Enzo verschwunden ist, sucht Toni nach ihm, um ihm aufzuzeigen, weshalb Jella Oscar nicht angezeigt hat. Wieder zu Hause entschuldigt sich Enzo bei Jella. Sie hat heimlich einen Gentest gemacht, weil sie sich nicht getraut hat, ihn zu öffnen, gibt sie ihn Enzo. Der Test belegt, dass er der Vater des Babys ist. Sie getrauen sich nun, Olsen bei der Polizei anzuzeigen. Wie die weiteren Ermittlungen zeigen, war Jella nicht das einzige Opfer von ihm. 
Toni will sich bei Luise entschuldigen, sie findet, jeder soll doch das machen, was für ihn stimmt und daten wen man will. Toni ist überrascht, als Sami auftaucht, um Luise abzuholen. So bleibt Toni nichts anders übrig, statt mit Luise mit Franzl ins Autokino zu gehen.

## Hintergrund
Gestohlene Träume wurde vom 27. Juli bis zum 24. September 2020 unter dem Arbeitstitel Das namenlose Kind in München und Umgebung gedreht. Produziert wurde der Film von der Bavaria Fiction.

## Rezeption

### Einschaltquote
Die Erstausstrahlung am 22. Oktober 2021 im Ersten wurde von 3,42 Millionen Zuschauern gesehen, was einem Marktanteil von 12,6 % entspricht.

### Kritiken
Die Kritiker der Fernsehzeitschrift TV Spielfilm zeigten mit dem Daumen zur Seite und vergaben für Humor einen und für Spannung einen von drei möglichen Punkten. Sie resümierten: „Der Film bemüht sich, ein ernstes Thema von verschiedenen Seiten zu beleuchten. Die albernen Nebenhandlungen wirken da deplatziert.“
Rainer Tittelbach von Tittelbach.tv meinte dazu: „Sebastian Stojetz, Drehbuchautor und Ideengeber, und Ko-Autorin und Regisseurin Sibylle Tafel machen in ‚Gestohlene Träume‘ in etwa so weiter wie in ihren bisherigen vier Filmen 2019 und 2020: Es sind Dramödien mit komödienhaftem Kern, vor allem das erotisch aufgeladene Beziehungsdreieck betreffend, plus einem ‚relevanten‘ Thema als Drama-Beigabe.“ und „Der Sympathie-Bonus des durchgängigen Personals wird auf diese Weise gut genutzt und sorgt für einen zumindest finalen Feelgood-Charakter.“